# Leo Depuydt
Leo Depuydt /dəˈpœʏ̯t/ (1957) è un egittologo, assiriologo e coptologo belga, insegnante di Egittologia e Assiriologia all'Università Brown di Providence, Rhode Island.

## Biografia
Leo Depuydt, nato nelle Fiandre, studia inizialmente, dal 1975, filologia classica all'Università Cattolica di Lovanio, dove ottiene il Licentiaat (laurea magistrale) nel 1979. In aggiunta, sempre a Lovanio, consegue un'altra laurea in orientalistica nel 1981. Nel 1982 segue un corso di perfezionamento post laurea all'Hebrew Union College di Cincinnati, Ohio, che dal 1982 al 1984 prosegue all'Università ebraica di Gerusalemme; qui è allievo di Hans Jakob Polotsky, al quale restò legato fino alla morte di lui nel 1991.
Interrotto dal servizio militare nel 1983/1984, che svolse in parte in Germania, nel 1984 proseguì il perfezionamento all'Università di Tubinga, dove grazie a una borsa di studio del DAAD studiò egittologia e semitistica. Infine si spostò all'Università Yale di New Haven, Connecticut, dove approfondì gli studi di lingue e civiltà del Vicino Oriente, in particolare di lingua copta ed egizia. Dopo il Master of Philosophy nel 1987, nel 1990 consegue a Yale il titolo di dottore di ricerca con una tesi sui manoscritti copto-greci e copto-arabi della Morgan Library & Museum di New York sotto la guida di Bentley Layton.
Già dal 1989 fino al termine del dottorato è stato Senior Lecturer a Yale, dal 1991 è Assistant Professor e dal 1995 al 2011 è stato Associate Professor all'Università Brown. Dal 2011 è titolare della cattedra di Egittologia e Assiriologia all'Università Brown.
Accanto agli aspetti generali dell'egittologia e ai rapporti dell'Antico Egitto con i suoi vicini nell'ambito del Mediterraneo e del Vicino Oriente sotto gli aspetti linguistico e storico, al centro dell'attività di ricerca di Depuydt sono i manoscritti copti e la grammatica e la storia della lingua egizia. Va aggiunto inoltre lo studio di questioni di cronologia, di astronomia e di calendario, insieme poi a problemi di eortologia, di scienza antica e di matematica.
Depuydt non ha presentato i risultati delle sue ricerche solo in vaste monografie, ma anche in più di 140 articoli sottoposti a revisione paritaria.

## Appartenenze (selezione)
- American Oriental Society
- Deutsche Morgenländische Gesellschaft
- Association Internationale des Études Arméniennes
- International Association of Coptic Studies
- International Association of Egyptologists
- International Association for Nubian Studies

## Pubblicazioni (selezione)
- Catalogue of Coptic Manuscripts in the Pierpont Morgan Library, Peeters Press, Lovanio, 1993.
- Conjunction, Contiguity, Contingency: On Relationships between Events in the Egyptian and Coptic Verbal Systems, Oxford University Press, New York, 1993.
- Materials for Egyptian Grammar: Catalogue of Coordinates and Satellites of the Middle Egyptian Verb, Peeters, Lovanio, 1996.
- Civil Calendar and Lunar Calendar in Ancient Egypt (= Orientalia Lovaniensia Analecta vol. 77), Department Oosterse Studies, Lovanio, 1997.
- Fundamentals of Egyptian Grammar, vol 1: Elements, Frog Publishing, Norton (Mass.), 1999 (seconda edizione 2012).
- The Other Mathematics: Language and Logic in Egyptian and in General, Gorgias Press, Piscataway (N.J.), 2008.
- From Xerxes’ Murder (465) to Arridaios’ Execution (317): Updates to Achaemenid Chronology, Archaeopress, Oxford, 2008.